# Альтернантера
Альтернанте́ра, или очерёднопы́льник (лат. Alternanthéra), — род растений, относящийся к семейству Амарантовые (Amaranthaceae).

## Ботаническое описание

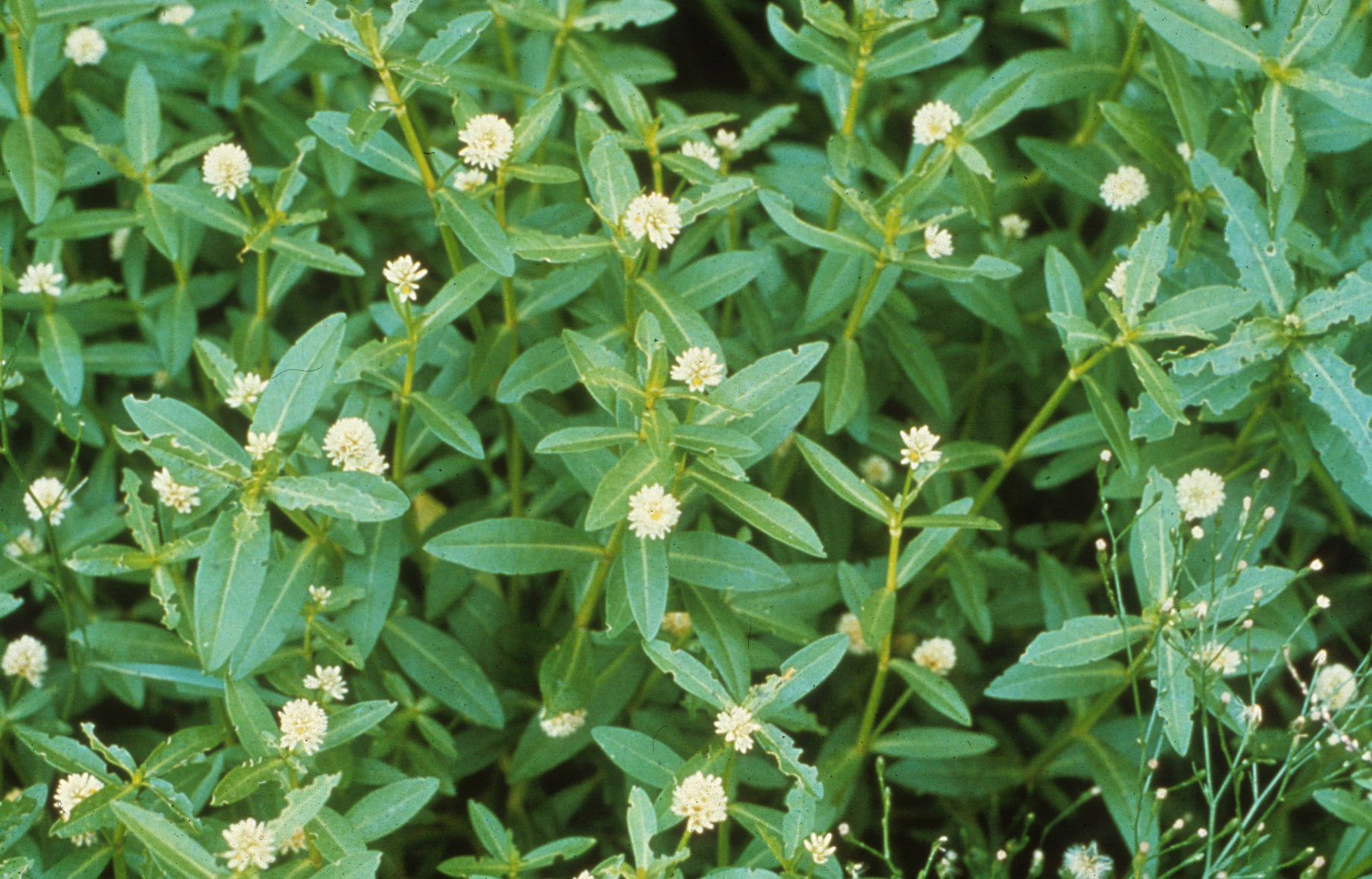
Alternanthera philoxeroides — южноамериканский вид, инвазивный во Флориде (США), Юго-Восточной Азии, Австралии

Однолетние и многолетние растения, иногда небольшие полукустарники. Стебли от ползучих и лежачих до прямостоячих, у ряда видов плавающие в толще воды. Листья супротивные, черешчатые или сидячие, цельнокрайные, от ланцетных до яйцевидных.
Соцветия верхушечные или пазушные, цилиндрические колосовидные либо же головчатые, с плёнчатыми прицветниками. Цветки обоеполые, с 5 плёнчатыми листочками околоцветника, нередко неравными. Тычинки в числе 3—5, в основании сросшиеся в короткую трубку.
Плоды — мешочки с двояко-выпуклым или яйцевидно-продолговатым семенем.

## Ареал
Большинство видов рода встречаются в тропических районах Северной и Южной Америки, некоторые происходят из Тропической Азии. Ряд видов широко распространился по всем тропическим регионам.

## Таксономия
Научное название рода образовано от лат. alternus — «очерёдный» и anthera — «пыльник» (от др.-греч. ἀνθηρός — «цветущий»).
Alternanthera Forssk., Fl. Aegypt.-Arab. 28 (1775).
тип — Alternanthera achyranthes Forssk., l. c. — Gomphrena sessilis L., Sp. Pl. 1: 225 (1753). — Alternanthera sessilis (L.) DC., Cat. Pl. Horti Monsp. 77 (1813).

### Синонимы
- Allaganthera Mart., 1814, nom. superfl.
- Brandesia Mart., 1825
- Bucholzia Mart., 1825, nom. illeg.
- Illecebrum Spreng., 1817, nom. illeg.
- Mogiphanes Mart., 1825
- Pityranthus Mart., 1817
- Telanthera R.Br., 1818

### Виды
Род включает от 80 до 200 видов, в зависимости от принимаемого объёма выделяемых таксонов. Некоторые из них:
- Alternanthera bettzickiana (Regel) G.Nicholson
- Alternanthera nahui Heenan & de Lange
- Alternanthera paronychioides A.St.-Hil. — Альтернантера заусеничная
- Alternanthera philoxeroides (Mart.) Griseb.
- Alternanthera pulchella Kunth
- Alternanthera reineckii Briq. — Альтернантера Рейнека
- Alternanthera sessilis (L.) DC. — Альтернантера сидячая, или очерёднопыльник сидячий